# Mueßer Holz
Mueßer Holz ist ein Stadtteil der mecklenburg-vorpommerschen Landeshauptstadt Schwerin.
Der Stadtteil ging nach der Wende aus dem Großen Dreesch hervor, als dieser entsprechend seinen drei Bauabschnitten in die Ortsteile Großer Dreesch, Neu Zippendorf und Mueßer Holz aufgeteilt wurde.

## Lage
Der Mueßer Holz befindet sich im Südosten der Stadt Schwerin südlich des Schweriner Sees. Im Süden grenzt er direkt an das Dorf Consrade, welches zur Gemeinde Plate gehört. Das ausschließlich in Plattenbauweise bebaute Gebiet ist größtenteils von Wäldern umgeben.

## Geschichte

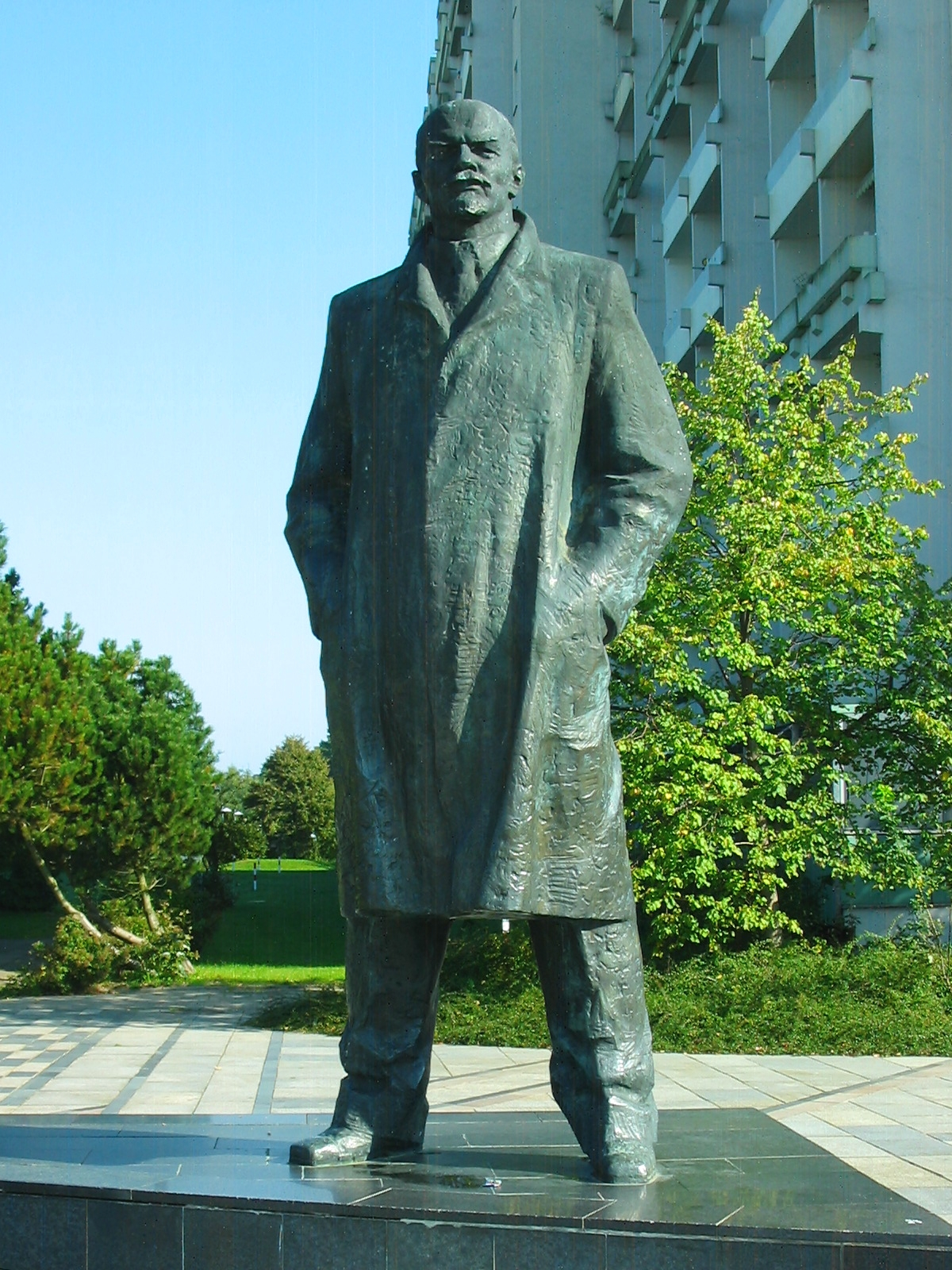
Lenin-Statue von 1985

Startschuss für den dritten Bauabschnitt des Großen Dreesches war der 21. Mai 1978. Auf 107 Hektar Fläche wurden 9623 Wohneinheiten für etwa 29.000 Einwohner errichtet. Die seit 1979 einsetzende Sparpolitik erforderte einige Abweichungen von ursprünglichen Planungen. Statt einer Sporthalle wurde ein multifunktionelles Kultur- und Freizeitzentrum errichtet, ein Anbau, in den ein Jugendklub ziehen sollte, wurde zur gastronomischen Einrichtung, anstelle einer Tankstelle und eines Parkplatzes wurden die zu DDR-Zeiten üblichen Fünfgeschosser hochgezogen. Auch Terrassengärten für Mieter, Schulgärten und ein Stadtteilzentrum mit Geschäftsstraßen entstanden nicht. Geplante 17-stöckige Hochhäuser, die von etwa einem Viertel der Bevölkerung bewohnt werden sollten, erhielten nur elf Etagen, da Stahl für Bewehrungen nicht verfügbar war. Weitere vorgesehene Hochhausbauten wurden verworfen. Da somit Wohnungen fehlten, griff man auf eine Reservefläche zurück, auf der Fünfgeschosser errichtet wurden. Da Wohnungen immer knapp waren, errichtete man zuletzt wiederum fünfgeschossige Plattenbauten mit 900 Wohneinheiten bis über die Stadtgrenze hinaus auf dem Gemeindegebiet von Plate. Die Gebietsverhältnisse wurden erst 1994 abschließend geklärt und das ungesetzlich bebaute Gebiet kam zu Schwerin.
Anlässlich der 825-Jahr-Feier Schwerins wurde 1985 ein Standbild Lenins enthüllt. Dieses Denkmal wurde nach der Wende nicht entfernt und ist heute das westlichste Lenin-Standbild in Europa. Im Jahre 2020 wurde das Lenindenkmal in Gelsenkirchen aufgestellt.
Nach der Wiedervereinigung entwickelten sich die drei Stadtteile des ehemaligen Großen Dreesches zu Wohngebieten mit erhöhter Arbeitslosen- und Kriminalitätsrate, allerdings in unterschiedlicher Intensität, je nach Entfernung zum Stadtzentrum. Als einziger Schweriner Stadtteil wurde das Mueßer Holz bei einer Umfrage 2007 von der eigenen Bevölkerung überwiegend (zu 56,2 %) negativ bewertet. Die große Entfernung zur Kernstadt, die einseitige Verkehrserschließung, schlechte soziale und kulturelle Durchmischung und das damit verbundene Stigma führten zu einer Ghettoisierung des Stadtteils, umfangreichem Wegzug von Bewohnern in attraktivere Ortsteile, ins Umland oder in andere Bundesländer, was in hohem Wohnungsleerstand mündet, dem hier erst seit wenigen Jahren mit Umbau- bzw. Abrissprojekten begegnet wird.
Mit Stand Herbst 2024 gilt der Stadtteil weiterhin als sozialer Brennpunkt mit sehr hohem Unterstützungsbedarf. Seit der Asylkrise 2015/2016 werden im Mueßer Holz vermehrt Asylbewerber untergebracht, was einigen Anwohnern zufolge das Konfliktpotential in der Nachbarschaft erheblich erhöht. Mit Stand Dezember 2023 waren von den 12.195 Einwohnern im Mueßer Holz insgesamt 4316 Personen Ausländer. Daraus errechnet sich für den Stadtteil Mueßer Holz ein Ausländeranteil von 35,39 % – der höchste Wert unter allen Stadtteilen der Stadt Schwerin.

## Galerie

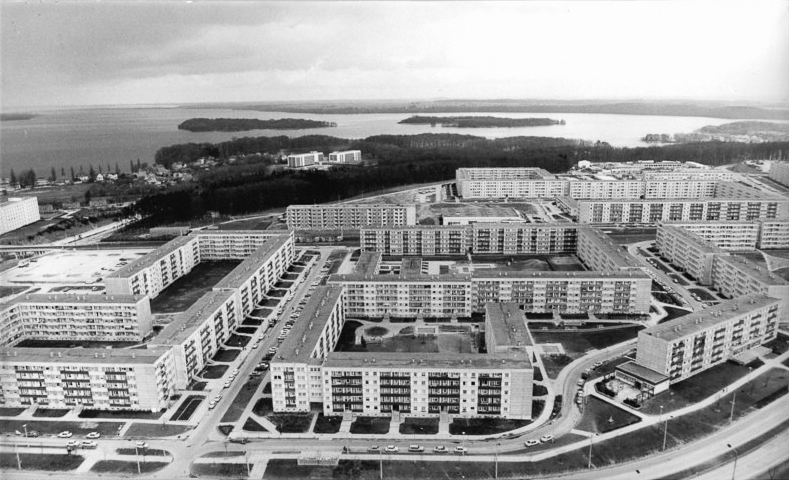
Blick vom Schweriner Fernsehturm (1985)
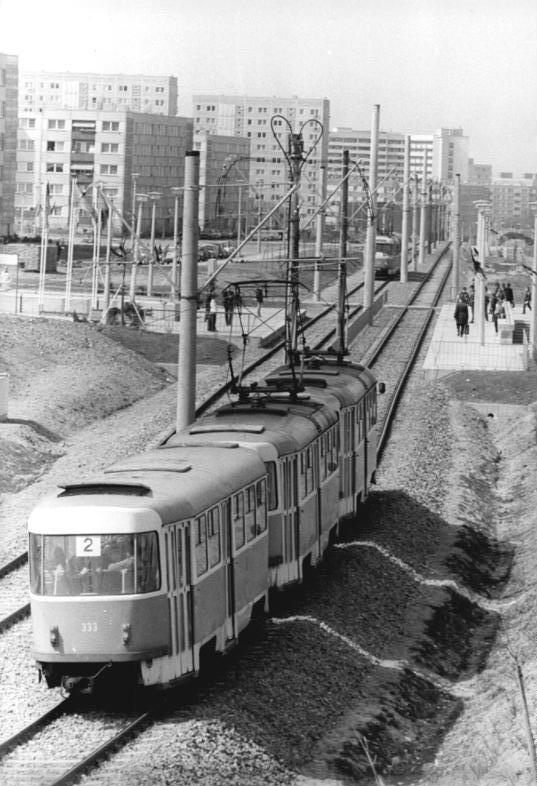
Straßenbahnhaltestelle (1984)
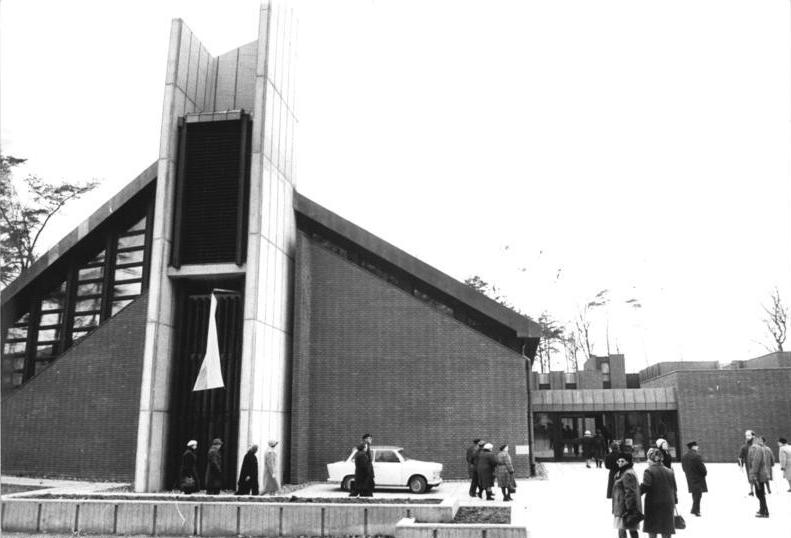
Das erste katholische Gemeindezentrum in einem Neubaugebiet Mecklenburgs (1983)

## Verkehrsanbindung

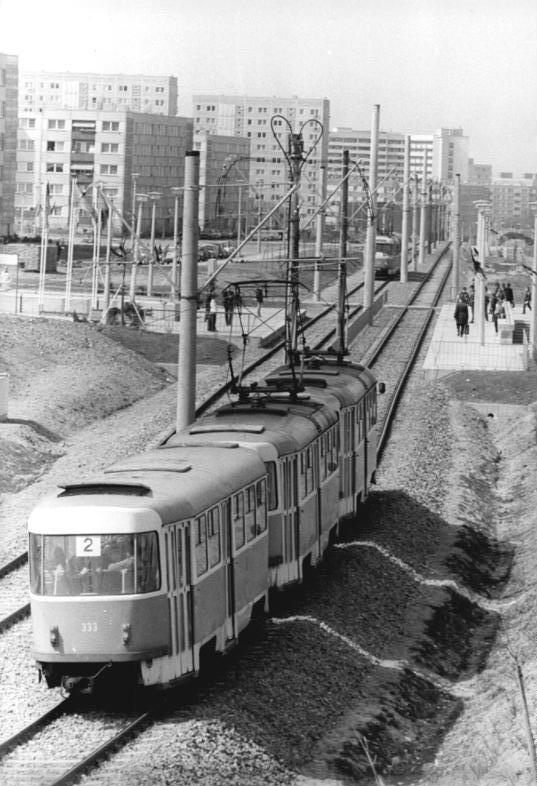
Straßenbahn, Neubauabschnitt

Damit die Bewohner des Dreesch III schnell ihre Arbeitsplätze erreichen konnten, wurde die Straßenbahnlinie, die bereits 1974 den Dreesch II befuhr, bis 1984 um 2,3 Kilometer verlängert und hat ihren Endhaltepunkt bis heute in Form einer Wendeschleife an der Station Hegelstraße. Die Strecke wird von drei der vier Straßenbahnlinien des Schweriner Nahverkehrs befahren. Zudem verkehren die Buslinien 13 und 16. Nördlich des Stadtteils verläuft die Bundesstraße 321. Die Straßen des Stadtteils tragen in erster Linie Namen von Persönlichkeiten aus dem naturwissenschaftlichen Sektor (Physik, Chemie, Luft- und Raumfahrt etc.).